# Cañón Sabino
El Cañón Sabino (en inglés: Sabino Canyon) es un cañón significativo situado en las montañas de Santa Catalina y el Bosque Nacional Coronado al norte de Tucson, Arizona, al sur de los Estados Unidos. El cañón Sabino es una popular zona de recreo para los residentes y visitantes del sur de Arizona , proporcionando un lugar para caminar, hacer senderismo o andar a caballo. A pocos minutos del desierto hay grandes cascadas a lo largo del arroyo Sabin con puentes menores construidos sobre ellos. La Vida Silvestre en el cañón incluye ciervos, jabalíes , zorrillos , tortugas, serpientes de cascabel y pumas .
Un terremoto centrado en el norte de México en 1887 movió enormes rocas que recubren las paredes del cañón , que se posaron en el valle de abajo. En 1905 el Servicio Forestal de Estados Unidos recién creado comenzó a administrar el lugar.